# Wokal wspierający

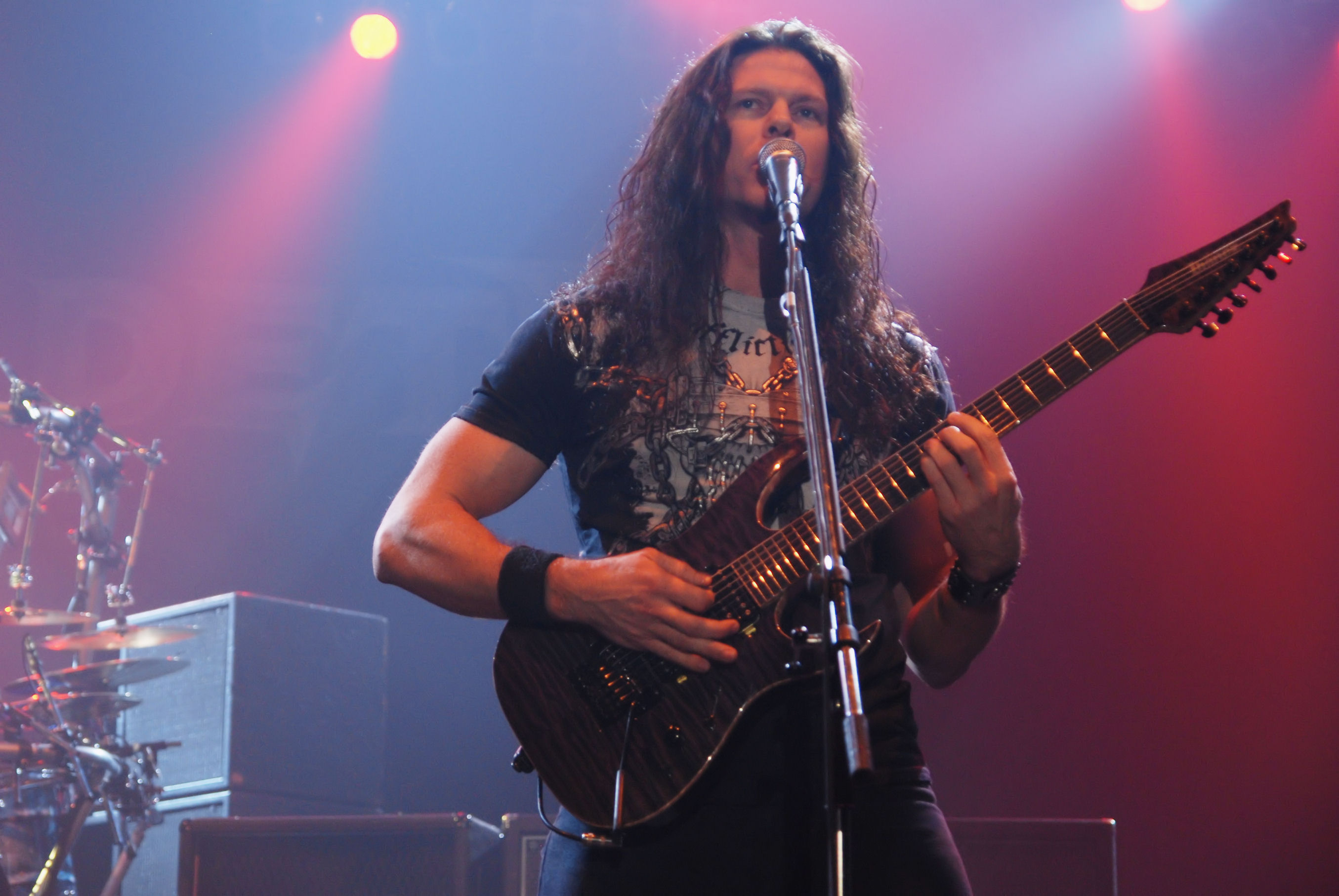
Gitarzysta i wokalista wspierający zespołu Megadeth – Chris Broderick podczas koncertu na festiwalu Metalmania w katowickim Spodku 8 marca 2007 r.

Wokal wspierający – partie śpiewu harmonicznego wykonywane przez jednego lub więcej wokalistów (nazywanych potocznie chórkiem) wraz z głównym wykonawcą. Wokalista wspierający może również wykonywać początkową partię utworu, wprowadzając do głównego wykonania solisty. W muzyce rockowej i heavymetalowej rolę wokalisty wspierającego pełnią często gitarzyści rytmiczni, basiści lub perkusiści. W muzyce popowej towarzyszące wykonawcy chórki mogą również wykonywać proste układy choreograficzne.
Zdarza się, że wokaliści lub muzycy rozpoczęli występy publiczne będąc wokalistami wspierającymi. Byli to m.in. Mariah Carey, Cher, Gwen Stefani, Phil Collins, Whitney Houston, Elton John, Kasia Cerekwicka czy Kayah.

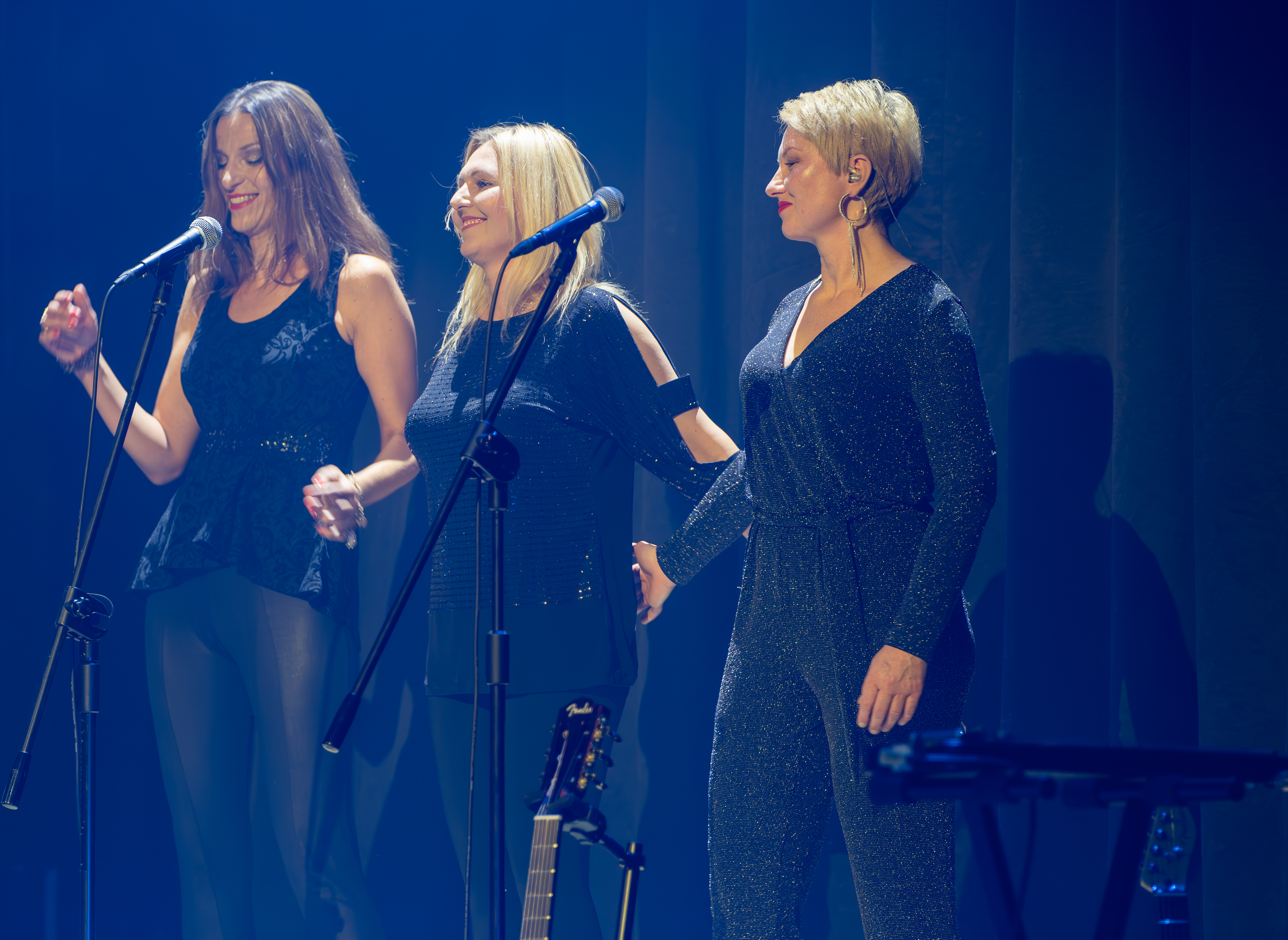
Trio wokalistek wspierających (Katarzyna Kubiczek, Maja Winkler, Aneta Łakomy) podczas koncertu tribute bandu Another Pink Floyd w Polskiej Filharmonii Bałtyckiej (2023)